# Federico Gay
Federico Gay (Turin, 16 de julio de 1896 - Turin, 15 de abril de 1989) fue un ciclista profesional italiano del siglo XX que ganó cuatro etapas en el Giro de Italia de 1924 y una etapa en el Tour de Francia de 1922. Participó en el Tour de Francia dos veces, terminando 11.º en 1922 y 10.º en 1925. Su mejor resultado en el Giro de Italia fue en 1924, cuando terminó segundo en la clasificación general. Compitió en dos eventos en los Juegos Olímpicos de 1920.

## Biografía
Tomó parte en la Primera Guerra Mundial como aviador, obteniendo la medalla de plata al valor militar.
Antes de ser profesional, participó en los Juegos Olímpicos de Amberes 1920, donde terminó 16.º en la prueba individual de ruta y 5.º en la prueba por equipos. En el Giro de Italia, además del 2.º puesto de 1924, también fue 6.º en 1921 y 4.º en 1923. Participó en dos ocasiones en el Tour de Francia, ganando la 13.ª etapa, siendo segundo en la 4.ª y terminando 11.º en la clasificación general en 1922, y siendo 3.º en la 7.ª etapa y 10.º en la general en 1925. También fue dos veces 3.º en el Giro de Lombardía, en las ediciones de 1921 y 1923, por detrás de Girardengo y Belloni, y Brunero y Linari, respectivamente.
Durante los últimos años de su carrera se dedicó principalmente a correr en pista, llegando a ganar el Campeonato de Italia de pista, en la especialidad de medio fondo.

## Palmarés
1921
- Milán-Turín
- 3.º en el Campeonato de Italia en Ruta

1922
- 1 etapa del Tour de Francia

1923
- 3.º en el Campeonato de Italia en Ruta

1924
- Milán-Turín
- 2.º en Giro de Italia, 4 etapas
- 2.º en el Campeonato de Italia en Ruta

1925
- Zúrich-Berlín

1932
- 1.º en el Campeonato de Italia de pista, mediofondo